# Wallfahrtskirche Kaltenberg

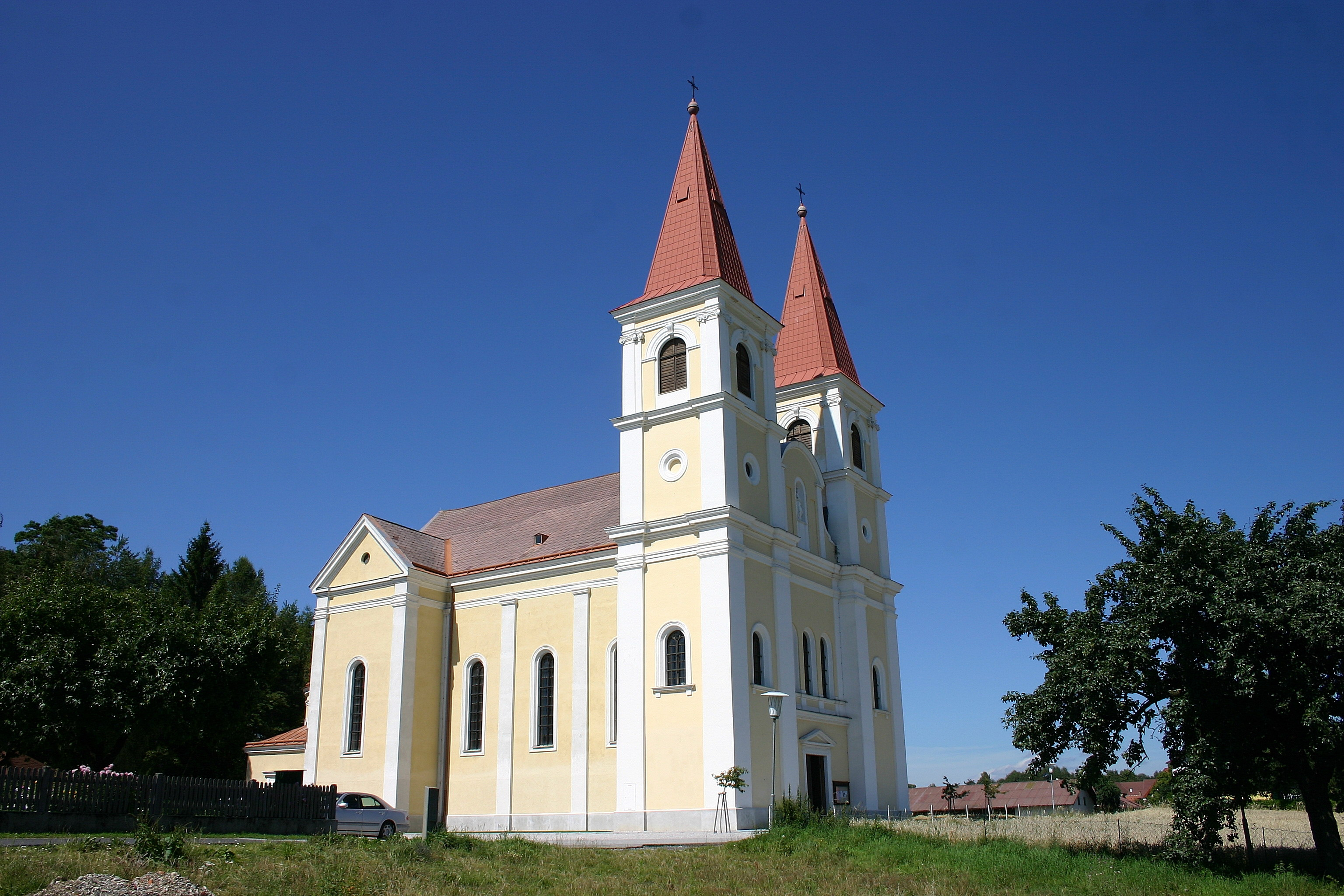
Katholische Wallfahrtskirche Maria Schnee in Lichtenegg

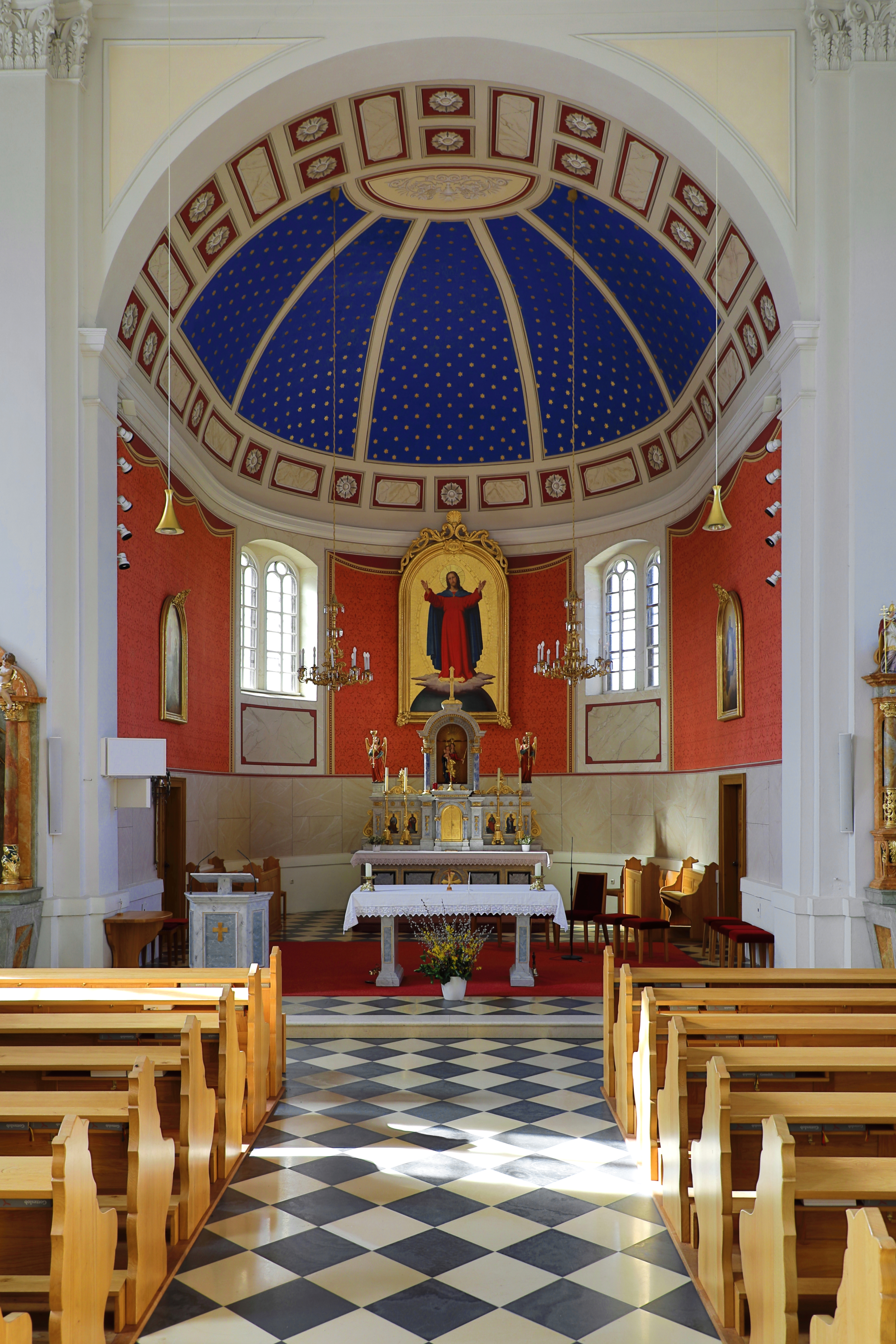
Blick vom Langhaus zum Chor

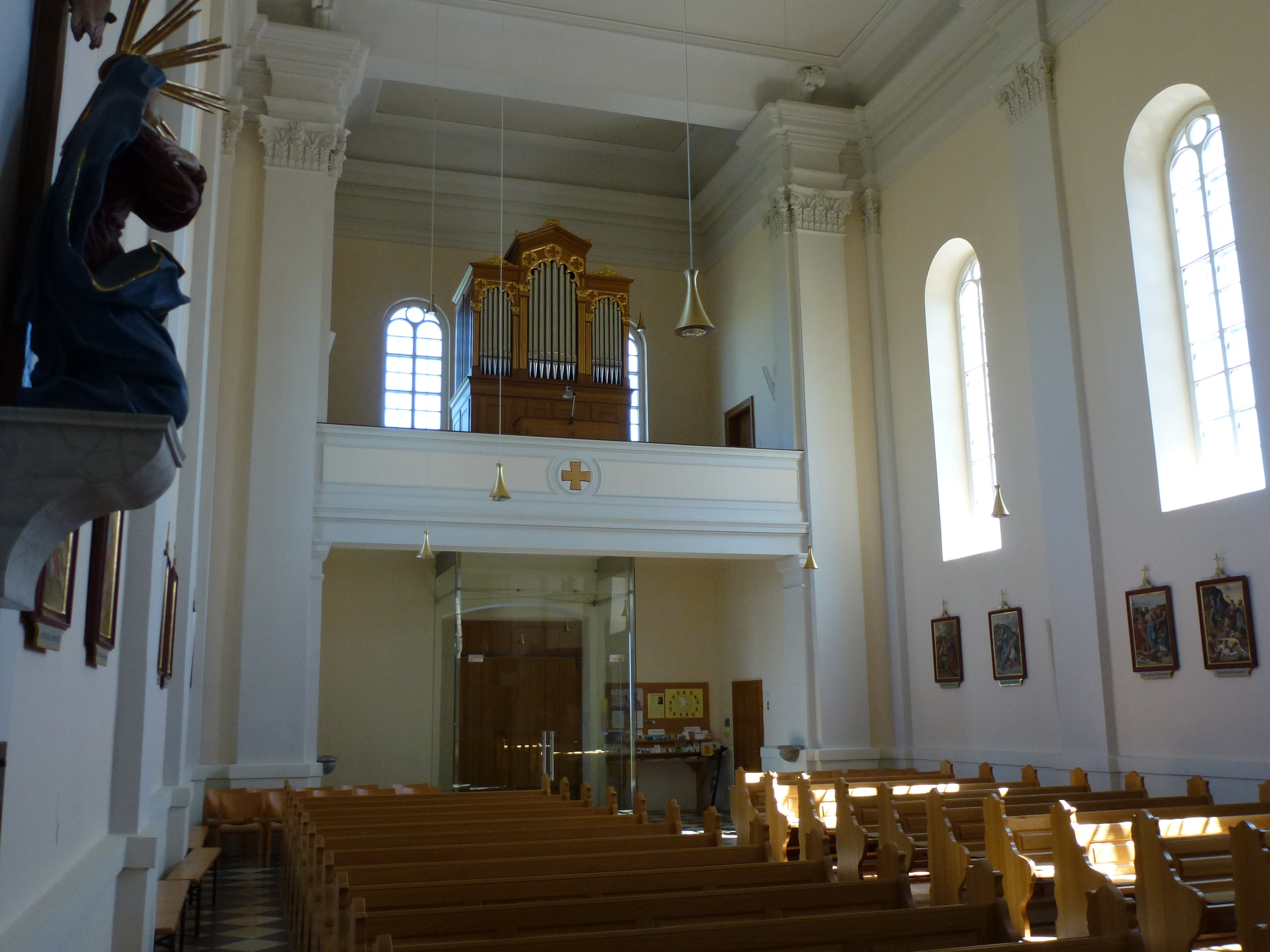
Ansicht der Empore mit der Kirchenorgel

Die römisch-katholische Wallfahrtskirche Lichtenegg steht in der Ortschaft Kaltenberg in der Gemeinde Lichtenegg im Bezirk Wiener Neustadt-Land in Niederösterreich. Die Filialkirche der Pfarre Lichtenegg ist dem Gedenktag Maria Schnee geweiht und gehört zum Dekanat Kirchschlag im Vikariat Unter dem Wienerwald der Erzdiözese Wien. Das Bauwerk steht unter Denkmalschutz.

## Lagebeschreibung
Die Wallfahrtskirche steht weithin sichtbar auf einer Hochfläche.

## Geschichte
1503 wird erstmals eine Kirche urkundlich erwähnt. 1614 wird von einer Kapelle bei Kaltenbrunn berichtet, die als Grenzpunkt des Amtes Lichtenegg diente. Im Jahr 1631 wird sie urkundlich als Filialkirche erwähnt, die den Heiligen Radegundis und Oswald geweiht war. Seit 1756 ist der „Wallfahrtsort Maria Schnee“ urkundlich bekannt. Im Zuge des Josephinismus wurde 1787 ein Prozessionsverbot erlassen. Die Demolierung der Kirche wurde durch den Ankauf der Gebäude und des Inventars durch die Bewohner von Lichtenegg verhindert. 1824 wurde eine Stiftung für die Renovierung der Kirche gegründet. 1825 wurde um die Gottesdiensterlaubnis in der Kirche angesucht. Ab 1826 erfolgte die Renovierung und Neuausgestaltung der Kirche. 1875 wurde eine Stiftung für den Kirchenneubau durch Antonia Winter gegründet. Der Neubau erfolgte bis 1879 in der Tradition barocker Wallfahrtskirchen. 1978/1979 erfolgte eine Restaurierung.

## Kirchenbau
Kirchenäußeres
Die Kirche ist ein nach Norden orientierter, neobarocker Saalbau mit Querhaus und Doppelturmfassade. Das Lang- und Querhaus liegen unter Satteldächern. Der nördliche Abschluss wird durch rechtwinkelig aneinandergestellte Dreiecksgiebel gebildet. Die Fassade ist durch Pilaster, kräftig verkröpfte Gesimse, Rundbogenfenster und kleine Ochsenaugen gegliedert. In der Mitte der Doppelturmfassade ist zwischen den beiden Türmen ein dreizoniger übergiebelter Mittelteil. Die dreigeschoßigen Kirchtürme werden durch einen Spitzhelm bekrönt. Sie sind durch Eckpilaster gegliedert. Im obersten Geschoß sind ionische Kapitelle. Der Kirchturm weist Rundbogen- und Ochsenaugefenster auf sowie rundbogige Schallfenster. Im Mittelteil ist ein schlichtes rechteckiges Hauptportal, das von einem Dreiecksgiebel übergiebelt ist. Darüber sind drei Rundbogenfenster sowie eine Nische mit einer Marienstatue. Die Rundapsis ist eingezogen und niedrig mit verdoppelten Rundbogenfenstern. Seitlich sind eingeschoßige Sakristei-Anbauten.
Kircheninneres
Das Langhaus ist ein fünfjochiger, flach gedeckter Saalraum mit versenktem rechteckigem Deckenspiegel sowie umlaufendem gestuftem Kämpfergesims, das auf flachen Wandpfeilern ruht. Im Süden ist ein schmäleres Emporenjoch zwischen den beiden Kirchtürmen. Die Querhausarme sind kurz. Ein rundbogiger Triumphbogen trennt das Langhaus vom Chor. Die Apsiskalotte ist niedrig und eingezogen.

## Ausstattung
Der Hochaltar hat einen neobarocken Tabernakel aus der zweiten Hälfte des 19. Jahrhunderts. Darüber ist eine Nische mit der Gnadenstatue Maria mit Kind aus der Mitte des 18. Jahrhunderts. Dahinter ist frei das Altarbild das „Christus Pantokrator“ darstellt. Es wurde 1879 von Josef Kessler gemalt. Die beiden Seitenaltäre sind Wandretabeln von 1826, die aus verschiedenen Teilen zusammengestellt wurden. Beim linken Seitenaltar befindet sich über dem barocken Tabernakel mittig eine Statue des heiligen Florian mit Mühlstein aus der ersten Hälfte des 18. Jahrhunderts. Der Altartisch des rechten Seitenaltares wurde 1774 geweiht. Das Altarbild zeigt den heiligen Augustinus. Das Bild wird von Statuen der Heiligen Gregor und Oswald flankiert. Die Figuren stammen aus dem 18. Jahrhundert. Die Kanzel wurde in der zweiten Hälfte des 19. Jahrhunderts erbaut. Auf dem Schalldeckel ist eine Statuette des „Guten Hirten“ vom Ende des 18. Jahrhunderts. Ein barockes Kruzifix mit Madonna stammt vom Ende des 18. oder Anfang des 19. Jahrhunderts. Im Presbyterium sind Bilder der Heiligen Antonius und Benno. Beide wurden 1879 von Josef Keßler geschaffen. Die Kreuzwegbilder entstanden Ende des 19. Jahrhunderts.

## Orgel
Die Orgel aus dem Jahr 1879 wurde von Franz Ullmann gebaut.